# Brad Bufanda
Brad Bufanda (Orange County, 4 de maio de 1983 - Los Angeles, 1 de novembro de 2017) foi um ator norte-americano, conhecido pelo personagem Felix Toombs na série de televisão Veronica Mars.

## Morte
Brad cometeu suicídio ao saltar de um apartamento, em 1 de novembro de 2017, aos 34 anos.